# OKQ8

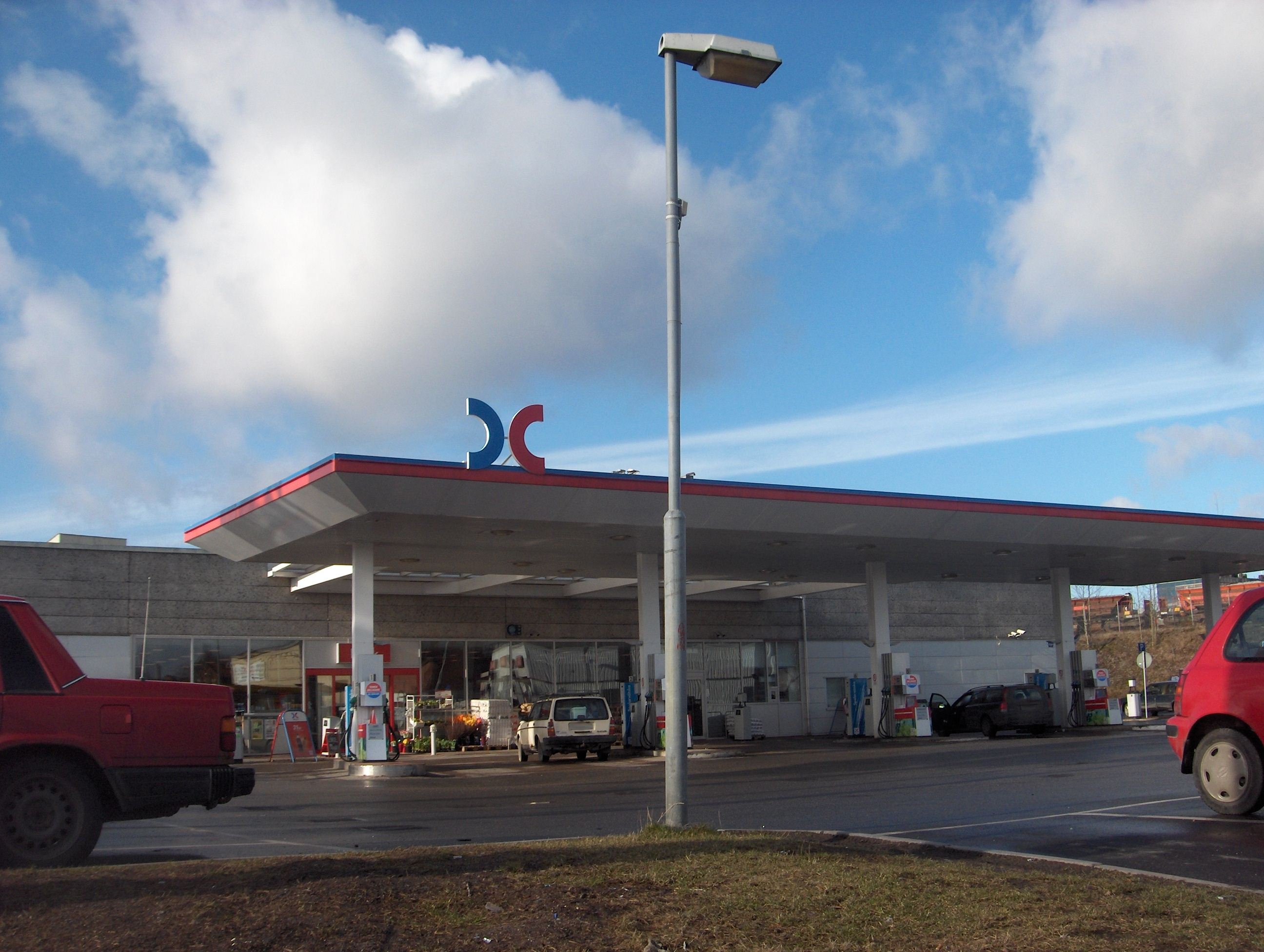
OKQ8 in Johanneshov, Stockholm

OKQ8 is een Zweedse keten van tankstations, opgericht in 1945 door de OK Ekonomisk förening, een inkoopcoöperatie.
Sedert 1999 is het een joint venture met de Koeweitse staatsoliemaatschappij Q8, en worden de stations gerund onder de naam OKQ8.